# Mosopelea Indijanci
Mosopelea (Ofo, Ofoe, Ofogoula), pleme Indijanaca porodice Siouan čiji je prvi poznati dom bio u vrijeme dolaska Francuza (Marquette) u jugozapadnom Ohaju, a kasnije na donjem toku rijeke Yazoo, gdje su bili poznati kao Ofo ili Ofogoula. Posljednjeg živog pripadnika pronašao je John Reed Swanton 1908. među Tunica Indijancima u Louisiani. 

## Ime
Naziv Mosopelea nije razjašnjen i vjerojatno je Algonquian porijekla. Ostali nazivi za njih Ofo ili Ofogoula čije je moguće značenje  "Dog People," nastao od  'ofi okla'  (okla=ljudi). Ovaj naziv je vjerojatan jer za njih je već poznato da su od drugih plemena nazivani imenom 'dog people'.  Naziv Chonque zabilježio je Tonti (1690.), a moguće varijante imena Mosopelea su i Ouesperie, Ossipe i Ushpee.

## Jezik
Jezik mosopelea, ili točnije ofogoula pripada porodici Siouan što je ustanovio Swanton na temelju ispitivanja posljednje preživjele pripadnice plemena Rose Pierrette, što je urodilo izdavanjem riječnika 1912. godine. 

## Povijest
Mosopelea Indijanci problematični su zbog svoje točne identifikacije s Ofo Indijancima s Yazoo rivera. Oni područje jugozapadnog Ohaja napuštaju još prije 1673. godine, i nastanjuju se na području Cumberlanda, gdje su možda potisnuti od Irokeza za vrijeme Dabarskih ratova. Ovdje na Cumberlandu, na Coxeovoj mapi su označeni kao Ouesperie. Kasnije, pred kraj 17. stoljeća nalazimo ih kraće vrijeme među Quapaw Indijancima na srednjem toku rijeke Arkansas u Arkansasu, ali je međutim jedan dio još prije 1686. već stigao među Taensa Indijance. Zašto su Ofoi napustili područje Arkansasa nije poznato. Kada su njihovi novi susjedi Yazoo i Koroa pristupili ustanku Natcheza Ofogoule odbijaju da im se priključe pa odlaze živjeti s Tunicama, saveznicima i prijateljima Francuza. Nešto prije 1739. žive kod Fort Rosalie gdje ostaju sve do 1758. Kasnije (1784) imaju naselje na zapadnoj obali Mississippija, 8 milja od Point Coupée. Kasnije se o njima više ništa ne čuje.  Tek 1908. godine Swanton nalazi posljednju Ofogoulu među Tunica Indijancima blizu Marksvillea u Louisiani, što je omogućilo da se ovo pleme jezično klasificira porodici Siouan. Rosa Pierrette, posljednja pripadnica Ofogoula Indijanaca umrla je 1915. godine.

## Populacija
Brojno stanje Mosopelea iznosila je oko 600 (1700), a 1758. spala je na 100. Od ovih sto koji su živjeli kod utvrde Fort Rosalie koju su Francuzi izgradili 1716. na mjestu današnjeg Natcheza u Mississippiju, preživjelo je 80 koji su se nastanili na rijeci Mississippi 8 milja (13 kilometara) od Point Coupée, među kojima je bilo 12 ratnika. 

## Vanjske poveznice
- Ofo (Ofogoula, Ofoe)